# Ptilodexia flavotessellata
Ptilodexia flavotessellata är en tvåvingeart som först beskrevs av Margaret Walton 1914.  Ptilodexia flavotessellata ingår i släktet Ptilodexia och familjen parasitflugor. Inga underarter finns listade i Catalogue of Life.